# Чичерін Георгій Васильович
Гео́ргій (Ю́рій) Васи́льович Чиче́рін (12 (24) листопада 1872, маєток Караул, Кірсановський повіт, Тамбовська губернія — 7 липня 1936, Москва) — радянський державний діяч і дипломат, народний комісар закордонних справ РСФРР і СРСР (1918—1930). Музикознавець, автор книги про Моцарта. Член ЦВК СРСР 1—5-го скликання, член ЦК ВКП(б) (1925—1930).

## Біографія
Народився 12 (24) листопада 1872 в родинному маєтку Караул, Кірсановський повіт, Тамбовська губернія в дворянській сім'ї. Батько — Василь Миколайович Чичерін (племінник правознавця та філософа права Б. М. Чичеріна), мати — баронеса Жоржина Єгорівна Мейєндорф, з остзейського дворянства, була онукою, племінницею і двоюрідною сестрою відомих дипломатів Російської імперії Мейєндорфів.
Батьки Чичеріна належали до пієтистів і виховували його в тому ж дусі. Головними враженнями дитинства Чичеріна були постійні молитвослів'я, спільний спів релігійних гімнів, читання Біблії вголос, взагалі вкрай екзальтована атмосфера зі напруженими настроями.. Будучи підлітком і юнаком, Чичерін мав замкнутий, скритний та меланхолічний характер.
Отримав блискучу освіту на історико-філологічному факультеті Петербурзького університету (1891—1896), був учнем Ключевського. У 1897 поступив на службу в Міністерство закордонних справ (де працював також його батько), працював у архіві МЗС.
З юних років був ерудитом, поліглотом, володів основними європейськими мовами, у літньому віці приступив до вивчення арабської та давньогебрейської мов; серйозно цікавився європейським модернізмом. Був одним з визначних пропагандистів творчості Р. Вагнера і Ф. Ніцше того часу в Росії, зіграв істотну роль у формуванні світогляду свого друга М. А. Кузміна (їхнє листування — важлива історико-культурна пам'ятка).
Одночасно починається і його захоплення лівими політичними ідеями, що привело його після 1904 в табір меншовиків. У 1904 виїхав до Німеччини, формально залишаючись на службі в міністерстві закордонних справ. У Німеччині намагався лікуватися від гомосексуальності (в той час була поширена думка, що гомосексуальність — хвороба, яку можливо вилікувати).
Член РСДРП з 1905, входив до берлінської секції КЗО. У 1907 році Чичерін був обраний секретарем Закордонного центрального бюро РСДРП і в цій посаді був на лондонському з'їзді. У цей час Чичерін був близький до групи «Голос Соціал-Демократа».
Наприкінці 1907 року Чичерін був заарештований в Берліні, засуджений за користування чужим паспортом, оштрафований і висланий з Прусії. Деякий час жив поблизу Дрездена.
Після переїзду редакції «Голосу СД» в Париж Чичерін також переїхав до Парижа. Брав участь у роботі Французької соціалістичної партії Жана Жореса. Був прихильником серпневого блоку (1912). У 1914 році працював у Бельгії.
Під час першої світової війни жив у Лондоні. Член Британської соціалістичної партії. Один з організаторів і секретар Комітету допомоги російським політкаторжанам і ссильнопоселенців. Головною помічницею Чичеріна в роботі по комітету була радикальна суфражистка Мері Бріджес-Адамс (Mary Bridges-Adams). Офіційним завданням комітету були збір і пересилання грошей революціонерам, які перебували в російських в'язницях, але під керівництвом Чичеріна комітет поступово перетворився на політичний орган, провідний систематичну агітацію проти російського уряду.. Штаб-квартирою комітету був будинок на Лексхем Гарденс, 96 в районі Кенсінгтон.
Після Лютневої революції в Росії займався відправленням політемігрантів до Росії. 22 серпня 1917 року був заарештований англійською владою, але незабаром звільнений.

## На дипломатичній роботі
У січні 1918 приїхав до РСФРР і був призначений 29 січня 1918 року заступником народного комісара закордонних справ Троцького, при цьому Чичерін у січні 1918 року вступив до РКП(б). Підписав Брестський мир (3 березня 1918).
З 9 квітня 1918 року, після переходу Троцького у військовий наркомат, став в.о. народного комісара закордонних справ, з 30 травня 1918 по 6 липня 1923 року — народний комісар із закордонних справ РРФСР. З 6 липня 1923 по 21 липня 1930 року — народний комісар із закордонних справ СРСР.
Чичерін зробив істотний дипломатичний внесок у виведення РРФСР з міжнародної ізоляції. У 1921 р. уклав міжнародні угоди з Туреччиною, Іраном і Афганістаном, по яких віддавалася вся російська власність у цих країнах. У 1922 році очолив радянську делегацію на Генуезькій конференції, під час конференції підписав з німецьким міністром закордонних справ Вальтером Ратенау Рапалльський договір.
У 1923 році очолював радянську делегацію на Лозаннській конференції, де був визначений післявоєнний статус турецьких проток. Підписав договори СРСР з Туреччиною та Іраном (1925, 1927).
Чичерін перебував у натягнутих відносинах зі своїм заступником М. М. Літвіновим

## Кінець життя
З липня 1930 року — на пенсії. На кілька років переїхав до Швейцарії, де лікувався і жив. Присвятив себе вивченню творчості Моцарта. Казав своїм знайомим, що в його житті були тільки дві речі: «революція і Моцарт».
7 липня 1936 року помер. Похований на Новодівичому кладовищі в Москві.